# Triens
Triens (mn. trientes) je bil bronast kovanec Rimske republike, vreden 1⁄3 asa ali 4 uncije.  Na prednji strani kovanca je bila običajno podoba Minerva in štiri pike (za 4 uncije), na zadnji pa premec galeje in štiri pike. Triens ni bil pogost kovanec. Zadnjič so ga kovali okoli leta 89 pr. n. št..

## Vira
- M.H. Crawford (1985). Coinage and money under the Roman Republic : Italy and the Mediterranean economy. London : Methuen. COBISS 1167968. ISBN 0-416-12300-7.
- H. Zehnacker (1973). Moneta: recherches sur l'organisation et l'art des émissions monétaires de la République romaine (289-31 av. J.-C., Rim, École française de Rome; Pariz, diffusion de Boccard, 1973.